# Beat Street
 (mars 2021).
Si vous disposez d'ouvrages ou d'articles de référence ou si vous connaissez des sites web de qualité traitant du thème abordé ici, merci de compléter l'article en donnant les références utiles à sa vérifiabilité et en les liant à la section « Notes et références ».
Pour plus de détails, voir Fiche technique et Distribution.
Beat Street est un film américain réalisé par Stan Lathan, sorti en 1984.

## Synopsis
Un petit groupe de jeunes habitants du Bronx veulent percer dans le monde du hip-hop. Kenny est un DJ prometteur, son petit frère Lee est un excellent breakdancer, Ramon est graffeur et Chollie s'est donné une place de manager pour Kenny.

## Commentaire
Beat Street est un des premiers films consacrés au hip-hop, après Wild Style et Style Wars. Produit par la MGM et par Harry Belafonte dans l'intention évidente d'être le film emblématique d'une génération musicale, Beat Street hésite entre la fresque sociale (façon Rocky ou La Fièvre du samedi soir) et le film d'initiation (Flashdance, Dirty Dancing, Fame). Malgré un scénario un peu Politiquement correct, malgré une image esthétisante, malgré certaines idées de réalisation incongrues (les graffiti sont réalisés par des peintres en décors par exemple) et malgré la présence d'acteurs professionnels sans lien avec le monde du Hip Hop tels que Rae Down Chong ou Mary Alice, Beat Street parvient à montrer l'essence du hip-hop dans ce qu'il a de plus enthousiasmant. Les frontières invisibles qui séparent «ceux d'en haut» (Manhattan) de «ceux d'en bas» (South Bronx) sont très bien vues.

## Distribution
(non exhaustive)

### Rôles principaux
- Rae Dawn Chong : Tracy Carlson
- Guy Davis (en) : Kenny "Double K" Kirkland
- Jon Chardiet : Ramon "Ramo" Franco
- Robert Taylor : Lee Kirkland, le jeune frère de Kenny
- Leon W. Grant : Chollie Wilson
- Mary Alice : Cora Kirkland, la mère de Kenny et Lee
- Saundra Santiago : Carmen Carraro
- Shawn Elliott : Domingo, le père de Ramon
- Duane Jones : Robert
- Antonia Rey : Flora

### Apparitions/performances
- Afrika Bambaataa (et les soulsonic force)
- Des membres de The Treacherous Three, dont Kool Moe Dee
- Les membres du Rock Steady Crew et des New York City Breakers
- Jazzy Jay
- Kool Herc
- Brenda Starr
- le trio Us girls
- Bernard Fowler
- Melle Mel et les Furious Five.